# Psilota erythrogaster
Psilota erythrogaster är en tvåvingeart som beskrevs av Charles Howard Curran 1926. Psilota erythrogaster ingår i släktet sotblomflugor, och familjen blomflugor. Inga underarter finns listade i Catalogue of Life.